# Marton Béla (politikus)
Marton Béla, vitéz, berethei (Budapest, 1896. augusztus 3. – Innsbruck, 1960. augusztus 9.) katonatiszt, szélsőjobboldali politikus.

## Családja
Szülei  Marton Ödön miniszteri titkár (később tanácsos) és Braun Irma Mária voltak. 1921-ben vette feleségül Koczán Máriát. Házasságukból három gyermek született.

## Pályafutása
1916-tól főhadnagyként szolgált az első világháborúban. A háború után részt vett a MOVE (Magyar Országos Véderő Egyesület) létrehozásában, majd annak titkára, később elnöke lett. A Tanácsköztársaság idején Bécsbe szökött, ahol bekapcsolódott a magyar Antibolsevista Comité szervezkedésében. 1919 novemberében Gömbös Gyula titkára volt. 1922-től Dánszentmiklóson gazdálkodott. 1931-ben az Egységes Párt (1932-től: Nemzeti Egység Pártja) színeiben lett országgyűlési képviselő. 1932-től 1936-ig pártja ügyvezető főtitkára volt és Gömbös Gyula helyetteseként irányította a párt vidéki szervezeteinek létrehozását. 1933-ban megalakította a Nemzeti Munkaközpont (NMK) nevű jobboldali munkásszervezetet, melynek elnöke lett. 1936-tól főként a MOVE és a NMK volt tevékenységének fő színtere. 1935-ben és 1939-ben ismét megválasztották országgyűlési képviselőnek. 
1945-ben elhagyta Magyarországot. 1948-ban távollétében háborús bűnösként 15 évi fegyházra ítélte a népbíróság. 1947-ben Ausztriában megalakította a Bolsvizmus-Elleni Nemzeti Erők (BENE) nevű szervezetet, melynek elnöke lett. 